# The Good Cop
The Good Cop – amerykański dramat policyjny wyprodukowany przez 3 Arts Entertainment oraz Andy Breckman Productions, którego twórcą jest Andy Breckman. Wszystkie 10 odcinków pierwszej serii zostało udostępnionych 21 września 2018 roku na platformie Netflix.
W listopadzie 2018 roku platforma Netflix ogłosiła anulowanie serialu po jednym sezonie.
Serial opowiada o Tonym Caruso – detektywie z zasadami, którego ojciec, emerytowany policjant, jest przeciwieństwem swojego syna.
Obaj zaczynają nieoficjalną współpracę.

## Obsada

### Obsada główna
- Tony Danza jako Tony Caruso Sr.
- Josh Groban jako Tony Caruso Jr.[3]
- Monica Barbaro jako Cara Vasquez[4]
- Isiah Whitlock Jr. jako Burl Loomis[5]
- Bill Kottkamp jako Ryan

### Obsada drugoplanowa
- Frank Whaley jako Joseph Privett[6]
- Billy Malone jako Sierżant Chet Finch
- Alex Webb jako Inspektor Quinn
- Emma Ishta jako Belinda Mannix
- John Carroll Lynch jako Sherman Smalls

## Odcinki
| Sezon | Odcinki | Oryginalna emisja: USA Netflix | Oryginalna emisja: USA Netflix | Emisja w Polsce Netflix Polska | Emisja w Polsce Netflix Polska | Emisja w Polsce Netflix Polska |
| Sezon | Odcinki | Premiera sezonu                | Finał sezonu                   | Premiera sezonu                | Finał sezonu                   |                                |
| ----- | ------- | ------------------------------ | ------------------------------ | ------------------------------ | ------------------------------ | ------------------------------ |
| 1     | 10      | 21 września 2018               | 21 września 2018               | 21 września 2018               | 21 września 2018               |                                |

## Sezon 1 (2018)
| Nr | Tytuł                               | Reżyseria       | Scenariusz       | Premiera w Netflix | Premiera w Netflix Polska |
| -- | ----------------------------------- | --------------- | ---------------- | ------------------ | ------------------------- |
| 1  | Who Framed the Good Cop?            | Randy Zisk      | Andy Breckman    | 21 września 2018   | 21 września 2018          |
| 2  | What Is the Supermodel's Secret?    | Randy Zisk      | Andy Breckman    | 21 września 2018   | 21 września 2018          |
| 3  | Who Is the Ugly German Lady?        | Alex Hardcastle | David Breckman   | 21 września 2018   | 21 września 2018          |
| 4  | Will the Good Cop Bowl 300?         | Rodrigo García  | Andy Breckman    | 21 września 2018   | 21 września 2018          |
| 5  | Will Big Tony Roll Over?            | Kevin Hooks     | Jonathan Collier | 21 września 2018   | 21 września 2018          |
| 6  | Did the TV Star Do It?              | Silver Tree     | Andy Breckman    | 21 września 2018   | 21 września 2018          |
| 7  | Who Killed the Guy on the Ski Lift? | Kevin Hooks     | Hy Conrad        | 21 września 2018   | 21 września 2018          |
| 8  | Will Cora Get Married?              | Neema Barnette  | Andy Breckman    | 21 września 2018   | 21 września 2018          |
| 9  | Why Kill a Busboy?                  | Rebecca Asher   | Jonathan Collier | 21 września 2018   | 21 września 2018          |
| 10 | Who Cut Mrs. Ackroyd in Half?       | Randy Zisk      | Andy Breckman    | 21 września 2018   | 21 września 2018          |

## Produkcja
W czerwcu 2017 roku ogłoszono, że platforma Netflix zamówił pierwszy sezon serialu.
W listopadzie 2017 roku, poinformowano, że Josh Groban, Monica Barbaro oraz Isiah Whitlock Jr. dołączyli do obsady serialu. Na początku kwietnia 2018 roku, ogłoszono, że Frank Whaley otrzymał rolę powracającą jako Joseph Privett.